# Lockheed LC-130 Hercules
Le Lockheed LC-130 Hercules est un avion de transport militaire américain spécialement destiné au soutien des expéditions polaires. Il est directement dérivé du célèbre C-130 Hercules.

## Historique

### Développement

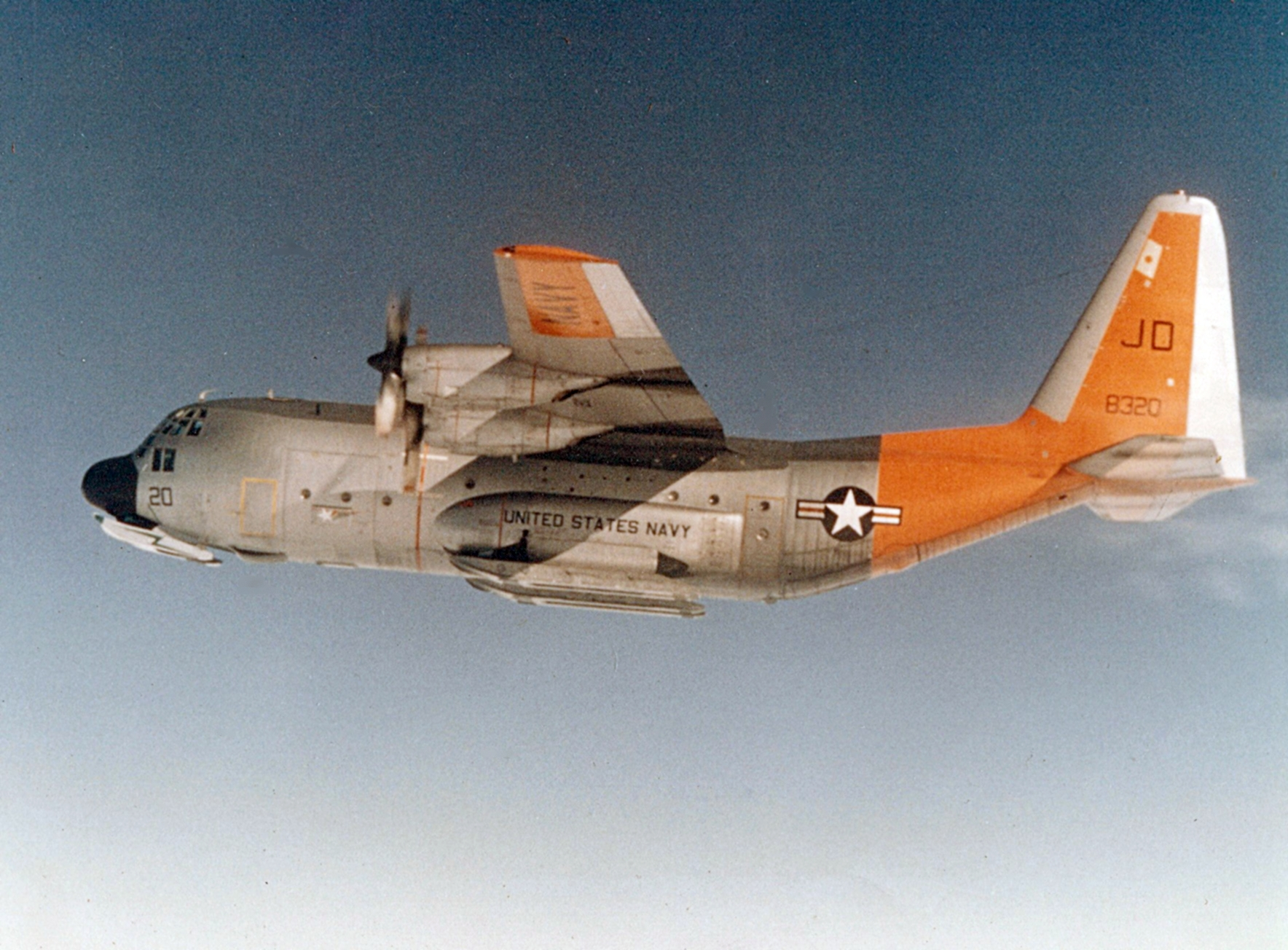
Lockheed LC-130F Hercules du Squadron VXE-6.

Au début de l'année 1956 l'état-major de l'US Navy commence à s'intéresser au nouvel avion-cargo Lockheed C-130A Hercules alors en service dans l'US Air Force afin de l'utiliser dans les missions polaires. Pour cela l'avion est doté de trois skis amovibles de grande taille qui se fixent sur le train d'atterrissage. 
Ainsi gréé l'avion est désigné Lockheed UV-1L. Les essais en vol démontrent la capacité d'atterrir sur un terrain enneigé. Cependant, pour assurer un décollage efficace, notamment à pleine charge l'avion doit être assisté de huit moteurs-fusées d'appoint de type JATO. 

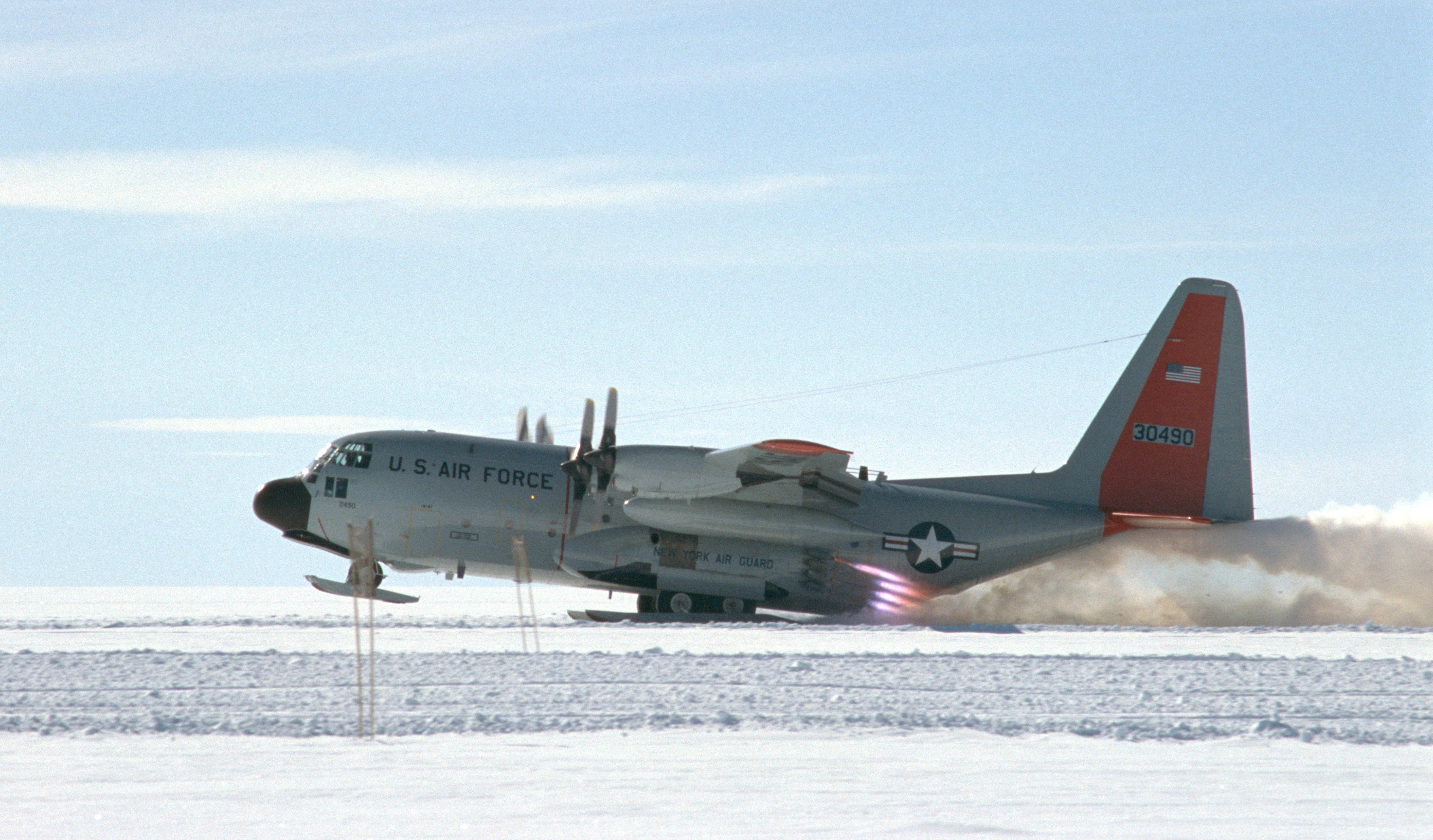
JATO allumés

Finalement le concept du Lockheed UV-1L est validé par la commande de douze avions de série, identiques aux Lockheed C-130B de l'US Air Force. En septembre 1962, lors du réalignement des désignations, les Lockheed UV-1L deviennent des LC-130F.
En 1968 la marine américaine fait l'acquisition d'une nouvelle version, désignée LC-130R, basée sur le Lockheed C-130H alors en cours de déploiement dans les rangs de l'US Air Force.

### En service
La mission première des Lockheed LC-130F puis des LC-130R est le ravitaillement et le soutien opérationnel de la base antarctique McMurdo. Les avions de l'US Navy remplissent cette mission jusqu'en 1999 où le département de la Défense des États-Unis décide d'octroyer cette mission à l'US Air National Guard. 
C'est ainsi que les cinq LC-130R encore en service reçoivent la désignation de LC-130H Hercules. Début 2015 ils servent toujours.

### Utilisateurs
- États-Unis
  - US Navy
    - Squadron VXE-6.

  - US Air National Guard
    - 109th Airlift Wing.
      - 139th Airlift Squadron.

## Aspects techniques

### Description
Globalement le Lockheed LC-130 Hercules reprend les grandes lignes du Lockheed C-130 Hercules. Les aspects divergents sont surtout les skis amovibles ainsi que les points d'accrochage des JATO sur le côté du fuselage. En outre les LC-130 portent tous une livrée haute visibilité de couleur rouge orangée au niveau de l'empennage et de l'intrados de voilure.

### Désignations des versions

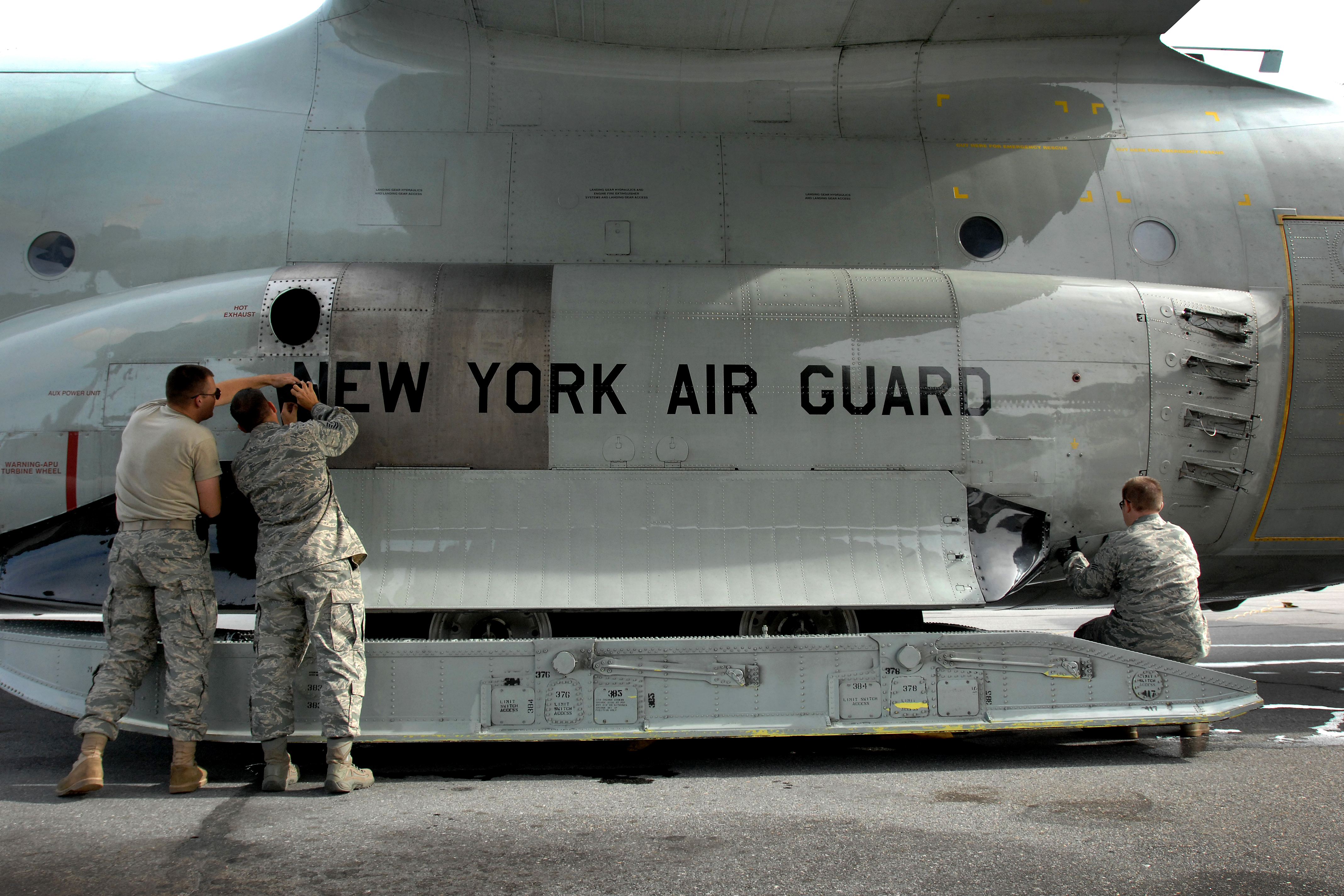
Gros plan sur les skis d'un LC-130H.

- Lockheed UV-1L Hercules : désignation de la première version dans les rangs de l'US Navy avant 1962.
- Lockheed LC-130F Hercules : désignation de la première version dans les rangs de l'US Navy après 1962.
- Lockheed LC-130R Hercules : désignation de la seconde version dans les rangs de l'US Navy avant 1999.
- Lockheed LC-130H Hercules : désignation de la seconde version dans les rangs de l'US Air Force après 1999.

## Développements liés
- Lockheed AC-130.
- Lockheed HC-130.
- Lockheed MC-130.
- Lockheed L-100.